# Helena Barynina-Hernmarck
Helena Maria Hernmarck född 1941, är en svensk-amerikansk textilkonstnär verksam i USA .
Hernmarck studerade vävning vid Handarbetets Vänner 1958 och fortsatte därefter vid Konstfackskolan 1959–1963 och Högre konstindustriella skolan i Stockholm. Hon hade sin första separatutställning på Museum of Modern Art i New York 1973 och ytterligare en på samma museum 1975.
Trots att hon bor i USA har hon fortfarande samarbete med svenska textiltillverkare. Bland annat samarbetar hon med Alice Lund Textilier i Borlänge som för hennes räkning utfört ett 20-tal monumentala bildvävar som hänger i offentlig miljö och på museer världen över. 
Bland hennes offentliga arbeten märks vävnader för Skandinaviska banken i Växjö 1965, en vävnad för Utrikesdepartementets klubbrum för utländska journalister, Sverigehuset, vävnader för RMS Queen Elisabeth II 1968, The American Swedish Institute i Minneapolis, National Bank i Atlanta och vävnader i Melbourne och Montreal. På Ringhals kärnkraftverk finns en monumental bildväv föreställande Ristafallet i Jämtland.
Hernmarck är representerad vid Nationalmuseum, Röhsska museet och Museum of Modern Art.

### Övriga källor
- Svenska konstnärer, Biografiskt handbok, Väbo förlag, 1987, sid 44. Libris 7765108